# Phú Đức (phường)
Phú Đức là một phường thuộc thị xã Bình Long, tỉnh Bình Phước, Việt Nam.

## Địa lý
Phường Phú Đức nằm ở phía đông trung tâm thị xã Bình Long, có vị trí địa lý:
- Phía đông giáp xã Tân Lợi huyện Hớn Quản
- Phía tây giáp phường An Lộc và phường Hưng Chiến
- Phía nam giáp phường Hưng Chiến và xã Thanh Bình huyện Hớn Quản
- Phía bắc giáp phường Phú Thịnh.

Phường có diện tích 4,04 km², dân số năm 2009 là 4.584 người, mật độ dân số đạt 1.136 người/km².

## Lịch sử
Phường Phú Đức được thành lập vào ngày 11 tháng 8 năm 2009 trên cơ sở 403,62 ha diện tích tự nhiên và 4.584 người của thị trấn An Lộc.